# Radioaktiver Abfall

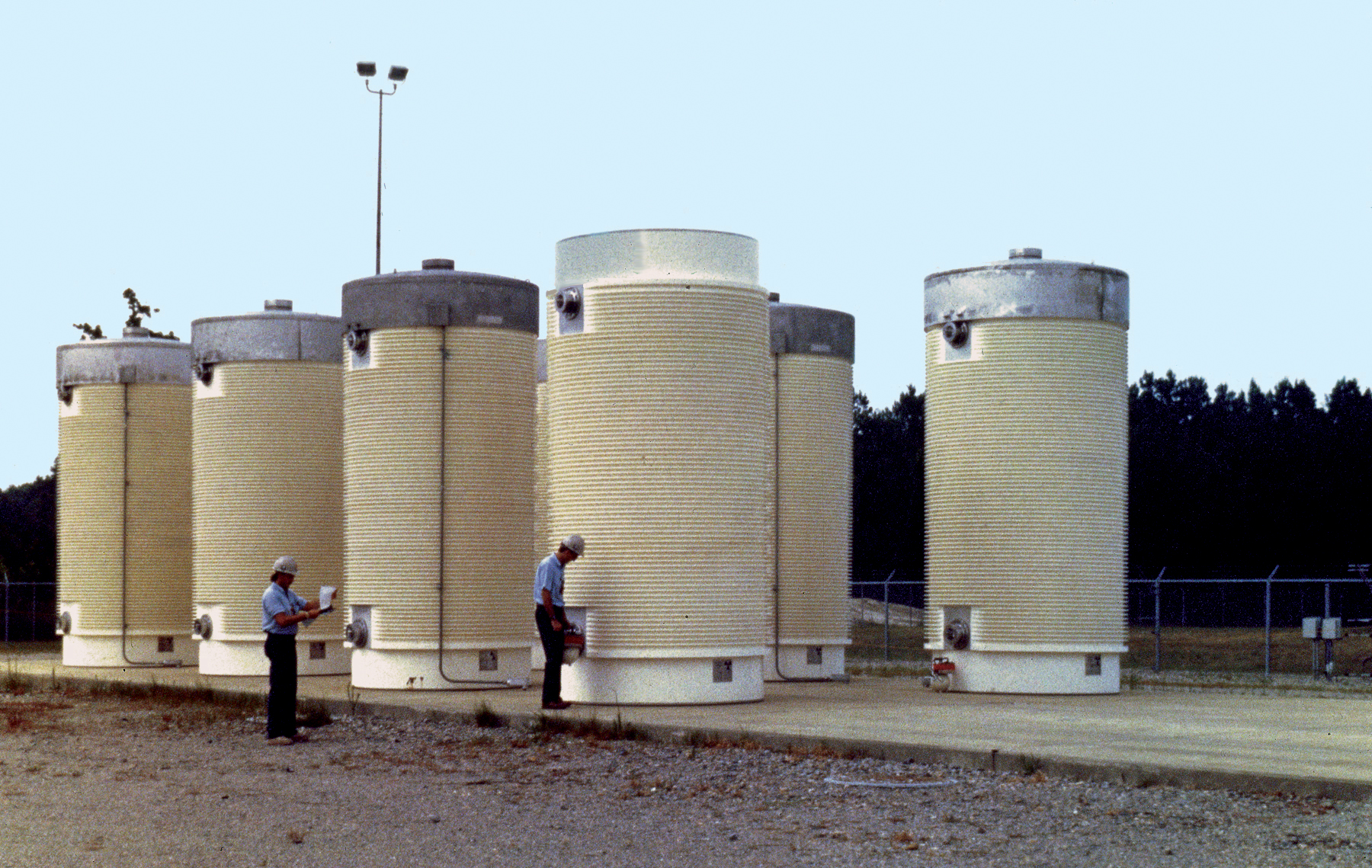
Behälter mit radioaktivem Abfall in den USA

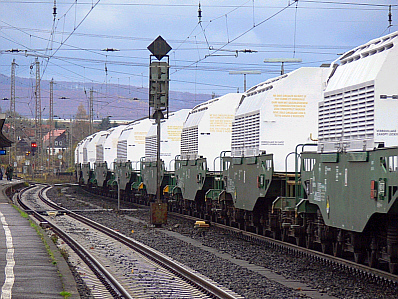
Transportbehälter des Typs TN 85 des Atommülltransportes vom 9. November 2008 in das Brennelemente-Zwischenlager Gorleben

Radioaktive Abfälle, umgangssprachlich meist Atommüll genannt, sind radioaktive Stoffe, die nicht nutzbar sind oder aufgrund politischer Vorgaben nicht mehr genutzt werden dürfen. Der meiste Atommüll entsteht durch die Nutzung der Kernenergie. Kleinere Mengen fallen in Medizin und Forschung an; einige Staaten haben erhebliche Altlasten aus der Entwicklung und Herstellung von Kernwaffen. Anfallende radioaktive Stoffe und davon kontaminiertes anderes Material werden durchwegs in Zwischenlagern verwahrt; die Handhabung hochradioaktiver Abfälle durch Endlagerung, Transmutation oder Wiederverwendung ist eine wichtige Aufgabe für die Menschheit.

## Herkunft beziehungsweise Entstehung

Entstehung der radioaktiven Abfälle der Nuklear-Industrie

Der mengenmäßig überwiegende Teil der Abfälle entsteht durch die Uranwirtschaft. Der größte Teil mit rund 80 % der radioaktiven Abfälle stammt aus dem Uranabbau (Abraum und Tailings) und wird in der Nähe des jeweiligen Uranbergwerks deponiert. Hochradioaktive Abfälle entstehen überwiegend durch Kernspaltung und Neutroneneinfang in Kernreaktoren. Vergleichsweise geringe Mengen radioaktiver Abfälle stammen aus der Anwendung radioaktiver Substanzen in Medizin, Industrie und Forschung.
Radioaktive Abfälle entstehen auch, wenn Materialien beim Umgang mit radioaktiven Stoffen kontaminiert oder durch Neutronenstrahlung aktiviert wurden. Beispielsweise sind folgende Materialien radioaktiv kontaminiert:
- Bauschutt aus dem Rückbau von Kernkraftwerken
- ausgediente Werkzeuge und Geräte aus Kernkraftwerken
- Putzlappen, Arbeitskleidung, Verpackungen
- Putzwasser, auch als Verdampferkonzentrat
- Spritzen und Kanülen sowie Präparate und Abwässer aus der Nuklearmedizin

Aktiviert werden insbesondere
- Metallische Bauteile von Kernreaktoren, die beim Rückbau von Kernkraftwerken anfallen.

## Klassifikation nach Aktivität
Radioaktive Abfälle werden international in schwach-, mittel- und hochradioaktive Abfälle eingeteilt (low-, intermediate- und high-level waste, LLW, ILW und HLW). Je nach Art und Energie der Strahlung und insbesondere deren Aktivität und Halbwertzeit sind unterschiedliche Abgrenzungskriterien in Gebrauch. Die Internationale Atomenergie-Agentur IAEO hat 1981 folgende Einteilung vorgenommen:
- Hochradioaktive Abfälle erzeugen aufgrund ihrer hohen Aktivität (> 1014 Bq/m³; typisch 5·1016 – 5·1017 Bq/m³) erhebliche Zerfallswärme (typisch 2 bis 20 Kilowatt/m³);
- Mittelradioaktive Abfälle (1010 – 1015 Bq/m³) erfordern Abschirmmaßnahmen, aber kaum oder gar keine Kühlung;
- Schwachradioaktive Abfälle (<1011 Bq/m³) erfordern bei Handhabung oder Transport keine Abschirmung.

Der hochradioaktive Abfall hat einen relativ geringen Mengenanteil (in Deutschland ca. 10 %), enthält aber den ganz überwiegenden Teil (ca. 99,9 %) der gesamten Radioaktivität. In der öffentlichen Diskussion um die Endlagerfrage geht es im Wesentlichen um solche hochradioaktiven Spaltprodukte aus der Kernenergienutzung. Für schwach- und mittelaktive (keine Wärme entwickelnden) Abfälle werden in verschiedenen Staaten Endlager betrieben oder vorbereitet. Als weltweit erstes Endlager für hochradioaktive Abfälle erhielt 2015 das Endlager Onkalo in Olkiluoto in Finnland die Baugenehmigung. Mit der Einlagerung von verbrauchten Brennelementen soll Mitte der 2020er Jahre begonnen werden.

## Abklingzeiten von Nuklidgemischen

Zusammensetzung des Brennstoffes bei Beginn und nach 3 Jahren Abbrand in einem Druckwasserreaktor

Die Aktivität einzelner Radionuklide klingt exponentiell ab. Nach einer Halbwertszeit beträgt sie nur noch die Hälfte des Anfangswerts, nach zwei Halbwertszeiten ein Viertel, nach zehn Halbwertszeiten rund ein Tausendstel (2−10=1/1024), nach zwanzig Halbwertszeiten rund ein Millionstel. Erst wenn die Aktivität auf das Niveau der natürlichen Radioaktivität abgesunken ist, sind keine Strahlenschutzmaßnahmen mehr erforderlich. Je nach Anfangswert können dafür einige wenige bis über zwanzig Halbwertszeiten nötig sein.
Für eine gegebene Anfangsmenge radioaktiver Atomkerne sind Anfangsaktivität und Halbwertszeit umgekehrt proportional zueinander. Beispielsweise strahlt durch Neutroneneinfang aktiviertes Aluminium heftig, hat aber eine Halbwertszeit von nur wenigen Minuten, so dass die Aktivität nach einer Stunde vernachlässigbar und nach einem Tag nicht mehr nachweisbar ist. Die gleiche Menge frisch aktivierter 60Co-Kerne hat eine wesentlich geringere Anfangsaktivität, die jedoch monatelang nahezu unverändert bleibt, da die Halbwertszeit 5,27 Jahre beträgt.
Radioaktive Abfälle aus Neutronenaktivierungen sind nur in den seltensten Fällen isotopenrein. In aller Regel enthalten sie Mischungen verschiedenster Nuklide mit sehr unterschiedlichen Halbwertszeiten. Dadurch erfolgt das Abklingen anders als nach der exponentiellen Regel, die sich nur jeweils auf einzelne Isotope bezieht. Beispielsweise enthält der Werkstoff Aluminium außer dem chemischen Element Aluminium stets auch Beimischungen von Kupfer und Zink und Spuren von Nickel und Cobalt. Alle diese Elemente werden durch Neutroneneinfang aktiviert, wenn sie als Werkstoff in einem Reaktor eingesetzt sind. Nach dem Ende der Neutronenbestrahlung dominiert zunächst die zuvor erwähnte kurzlebige Radioaktivität des Aluminiums. Nach zehn Minuten aber sinkt die Gesamtaktivität nicht exponentiell weiter, sondern es tritt die langlebigere Aktivität des aktivierten 64Cu in den Vordergrund. Nach zwei Wochen ist auch das 64Cu fast vollständig zerfallen, nun aber zeigt sich die noch langlebigere Aktivität von 65Zn mit einer Halbwertszeit von 244 Tagen. Es kann deshalb sein, dass man das Werkstück viele Jahre lang sicher verwahren muss, bevor seine Restaktivität vernachlässigbar ist. Aus diesem Grund werden in kerntechnischen Anlagen, wenn möglich, Legierungen mit besonderer Zusammensetzung verwendet, insbesondere cobaltfreie Stähle.
Ähnliches gilt, auf anderen Zeitskalen, für radioaktive Abfälle aus Kernkraftwerken. Dort kommen die folgenden wesentlichen Stoffgruppen vor:
- Spaltprodukte, also die bei der Kernspaltung entstehenden „Bruchstücke“ in abgebrannten Brennstäben. Sie bilden die Hauptmenge aller radioaktiven Abfälle, sind zum größten Teil sehr kurzlebig (z. B. Iod-131 etc.), jedoch sind auch einige längerlebig (z. B. Cäsium-137, Strontium-90 etc.) oder langlebig (z. B. Iod-129 etc.).
- Aktivierungsprodukte. Dies sind ursprünglich nichtradioaktive Materialien aus dem Reaktor oder dessen Umgebung, die durch Neutroneneinfang von Spalt-Neutronen in radioaktive Nuklide umgewandelt wurden (prominentestes Nuklid ist hier Cobalt-60).
- Erbrüteter Kernbrennstoff, z. B. Plutonium-239, das durch Neutroneneinfang und zwei anschließende Betazerfälle aus Uran-238 gebildet wird, sowie das aus Plutonium-239 durch zwei Neutroneneinfänge erbrütete Plutonium-241.
- Erbrütete weitere Transurane, wie z. B. Neptunium-237, die entstehen, wenn Uran-235 durch Neutroneneinfang nicht gespalten wird, sondern stattdessen das entstehende Uran-236 sich durch einen weiteren Neutroneneinfang in Uran-237 umwandelt, das sich anschließend durch Betazerfall in das Neptuniumisotop umwandelt. Ein weiteres Beispiel ist Americium-241, das durch mehrfachen Neutroneneinfang aus Plutonium-239 über Plutonium-240 und -241 mit nachfolgendem Betazerfall entsteht.
- Unverbrauchter ursprünglicher Brennstoff (Uran-235, Plutonium-239 und -241).
- Unverändertes Uran-238 des ursprünglichen Brennstoffs.

Wegen der hohen Anfangsaktivität sind frisch abgebrannte Brennstäbe nicht transportfähig; sie werden in einem Abklingbecken aufbewahrt. Danach ist eine jahrzehntelange Zwischenlagerung erforderlich.
Wiederaufbereitungsanlagen sollen unverbrauchten und erbrüteten Brennstoff zur Wiederverwendung vom radioaktiven Abfall abtrennen. Dadurch wird das Volumen an hochradioaktivem Abfall stark verringert, das Volumen an mittel- und schwachradioaktiven Abfällen steigt.
Der Gehalt an Radionukliden und deren Mischungsverhältnis ist von vielen Faktoren abhängig, insbesondere von der Art, Herkunft und Vorgeschichte des Abfalls.

## Anfallende und angefallene Mengen
Nach Angaben der World Nuclear Association entstehen Jahr für Jahr 12.000 Tonnen hochradioaktive Abfälle. Bis Ende 2010 sind weltweit etwa 300.000 Tonnen hochradioaktiven Abfalls angefallen, davon etwa 70.000 in den USA. In den deutschen Atomkraftwerken wurden vor der Abschaltung der letzten Werke im Jahr 2023 jährlich rund 450 Tonnen hochradioaktive abgebrannte Brennelemente erzeugt.
In Russland lagerten 2008 mehr als 700.000 Tonnen radioaktiven Mülls unterschiedlicher Strahlung, davon 140.000 Tonnen aus europäischen Kernkraftwerken. An der Hanford Site in den USA müssen etwa 200.000 Kubikmeter radioaktiven Materials entsorgt werden. Das weltweit erste Endlager für hochradioaktive Abfälle Onkalo in Finnland hat eine Kapazität von 6500 Tonnen und ist für die Aufnahme der verbrauchten Brennelemente der fünf Kernkraftwerke in Olkiluoto und Loviisa ausgelegt.
Für das im Rückbau befindliche AKW Biblis erwartet der Betreiber Stand 2022 eine Gesamtmenge von 63.000 Tonnen radioaktiver Reststoffe aus den Kontrollbereichen beider Blöcke. 55.000 Tonnen davon sollen zur Freigabe gelangen und letztlich auf einer herkömmlichen Deponie gelagert werden. Ca. 5800 Tonnen können voraussichtlich nicht freigegeben werden und müssen als radioaktiver Abfall entsorgt werden.

## Entsorgung

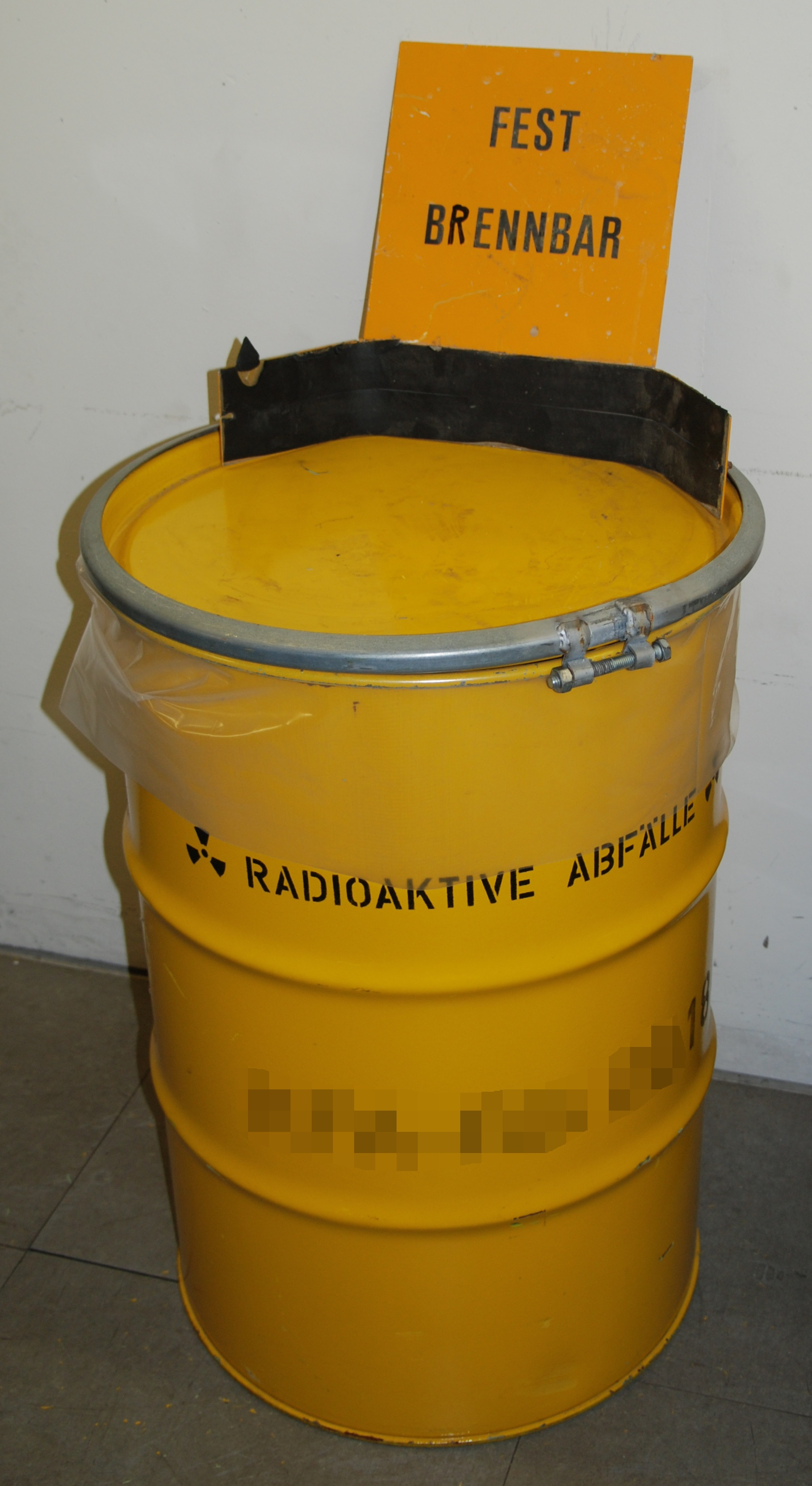
Betriebliche Abfälle aus Überwachungsbereichen in kerntechnischen Anlagen werden bis zum Nachweis des Gegenteils als radioaktiv angesehen. In Tonnen wie der hier gezeigten werden zum Beispiel Putzlumpen, Verpackungen, Papiermüll und Ähnliches gesammelt. Für brennbaren und unbrennbaren Abfall gibt es unterschiedliche Entsorgungswege.

### Konditionierung
Durch die Konditionierung werden die radioaktiven Abfälle in einen chemisch stabilen, in Wasser nicht oder nur schwer löslichen Zustand überführt und den Anforderungen von Transporten und Endlagerung entsprechend verpackt. Je nach Material werden dazu unterschiedliche Verfahren verwendet.
Hochradioaktive Spaltproduktlösungen, die bei der Wiederaufarbeitung abgebrannter Brennelemente anfallen, werden in Glas eingeschmolzen. Die dabei entstehenden Glaskokillen sind korrosionsfest und unlöslich in Wasser. Zusätzlich werden sie wasserdicht in Edelstahlbehälter verpackt.
Forscher entdeckten jedoch, dass die Actinoide (Uran, Neptunium, Plutonium) im Atommüll mit dem Borglas, aus dem die Kokillen bestehen, unter Wassereinfluss reagieren können, wenn die Edelstahlumhüllung durch Korrosion undicht wird. Die dabei entstehenden Kristalle könnten theoretisch das Glas zerstören. Andere Forscher halten jedoch die Zerstörung des Glases trotz der Reaktionen für unmöglich, weil im realen Atommüll die Konzentration der Actinoide dafür zu gering wäre.
Alternativ hierzu wird an der Einbindung in Keramik gearbeitet; hier ist ebenfalls eine chemisch stabile Lagerung gewährleistet.
Andere radioaktive Abfälle werden – je nach Art – durch unterschiedliche Verfahren (zum Beispiel Verbrennen, Verpressen) in eine möglichst raumsparende, chemisch stabile Form gebracht und anschließend in der Regel in einer chemisch stabilen, wasserunlöslichen Matrix (Zement, Bitumen) fixiert. Hierbei können teilweise radioaktive Stoffe verwertet werden, unter anderem finden radioaktive Lösungen zum Anmischen von Zement bei der Fixierung anderer Abfälle Verwendung und aus schwach radioaktivem Stahlschrott werden beispielsweise Abschirmplatten für Behälter gefertigt.

### Endlagerung
Aufgrund der langen Zeiträume sowie durch die Radioaktivität sind die Lagermaterialien nicht notwendigerweise dauerhaft in der Lage, die eingebundenen Stoffe zurückzuhalten. Daher ist die sichere Lagerung des verarbeiteten Mülls entscheidend. Selbst nach Zerfall der Lagerbehälter soll ein Transport der radioaktiven Substanzen durch das Gestein sehr langsam erfolgen. Die geologischen Eigenschaften des Gebirges müssen dabei den sicheren Einschluss der radioaktiven Stoffe gewährleisten, so dass diese nicht in die Biosphäre gelangen können. Über lange Zeiträume könnten chemische Reaktionen im Endlager dann eine Rolle spielen, wenn Wasser in den Endlagerbereich vordringt. Neben der Korrosion von Lagerbehältern könnten mit den im Abfall vorhandenen Radionukliden eine Vielzahl von Reaktionen auftreten: Auflösung und Fällungsreaktionen, Redoxreaktionen, Komplexbildungsreaktionen, Radiolyse und Kolloidbildung. Für diesen Fall muss dann ein Radionuklidtransport im Bereich des Endlagers angenommen werden. Die Untersuchungen zur Schaffung von Warnzeichen und Warnsymbolen, die über Jahrtausende auf die eingelagerten radioaktiven Stoffe hinweisen, werden unter dem Begriff Atomsemiotik zusammengefasst.
An die Erkundung, Einrichtung, den Betrieb und auch die Sicherung von Endlagern für radioaktive Stoffe sind prinzipiell die gleichen Anforderungen zu stellen wie an Endlager für nicht-radioaktive hochtoxische Stoffe. Als Endlagerstätten werden etwa Salzstöcke in geologisch stabilen Gesteinsschichten diskutiert. Auch Granit, Tongestein oder Tuff kommen als Wirtsgesteine in Frage. Für schwach- und mittelradioaktive Abfälle wird das Endlager Schacht Konrad gebaut. Für hochradioaktive Abfälle ist die Frage der Endlagerung in Deutschland noch offen. Die seit 1979 andauernde Erkundung des Standortes im Salzstock Gorleben-Rambow in Norddeutschland wurde im Oktober 2000 durch das BMUB unterbrochen; zurzeit soll eine neue Standortsuche stattfinden, bei der Gorleben und andere Standorte miteinbezogen werden (Stand 2015). Der Arbeitskreis Auswahlverfahren Endlagerstandort (AkEnd) wurde beauftragt, wissenschaftlich fundierte Kriterien für ein relativ sicheres Endlager aufzustellen. Der Bericht des AkEnd war bereits 2002 vorgelegt worden.
2011 beschloss die EU-Kommission eine neue Richtlinie zur sicheren Entsorgung radioaktiver Abfälle. Demnach müssen alle 14 kernenergie-nutzenden Länder bis 2015 eine Lösung für die Endlagerung radioaktiver Abfälle finden. Andernfalls kann Brüssel rechtlich gegen säumige Staaten vorgehen und vor dem Europäischen Gerichtshof ein Vertragsverletzungsverfahren anstrengen. Hierbei müssen die Staaten zwar nationale Pläne vorlegen, es können aber auch mehrere Mitgliedsstaaten beschließen, gemeinsam ein Endlager in einem EU-Staat zu nutzen. Exporte radioaktiver Abfälle in Staaten außerhalb der EU wurden mit der neuen Richtlinie nicht explizit verboten. Sie sind unter der Auflage erlaubt, dass im Zielland bereits ein Endlager in tiefen geologischen Formationen in Betrieb ist. Der Transport von Atommüll in afrikanische, karibische, pazifische Länder sowie die Antarktis ist jedoch bereits seit längerem durch entsprechende Richtlinien verboten.
2015 erteilte die finnische Regierung die Baugenehmigung für das Endlager ONKALO für hochradioaktive Abfälle. Stand Februar 2022 wird eine Eröffnung im Jahr 2024 oder 2025 erwartet.

### Wiederverwertung
Unter Umständen ist eine Nutzung des hochradioaktiven Abfalls über eine Erzeugung von neuem Kernbrennstoff in Brutreaktoren hinaus denkbar. Unter den Spalt- und Zerfallsprodukten befinden sich wertvolle Stoffe wie Rhodium, Ruthenium und das radioaktive Element Technetium. Da die heutigen Leichtwasserreaktoren nur etwa 5 % der Energie verwenden, die in neuen Brennelementen vorhanden ist, ist hier ein Potential vorhanden.
Viele radioaktiv kontaminierte Stoffe können – soweit wirtschaftlich sinnvoll – gereinigt (Dekontamination) und bei erwiesener Kontaminationsfreiheit bzw. Grenzwertunterschreitung (Freimessen) normal weiter genutzt werden. Des Weiteren können radioaktive Reststoffe in der Kerntechnik weiterverwendet werden; so wird z. B. schwachradioaktiver Stahlschrott zu Abschirmungen für Abfallbehälter verarbeitet.
Ein seit den 1950er Jahren in Entwicklung befindliches Konzept zur energetischen Wiederverwertung von radioaktiven Abfällen ist der Laufwellen-Reaktor. Wie beim Brutreaktor erbrütet dieser seinen Brennstoff, kann aber unter anderem auch mit Rohuran oder bereits abgebranntem Kernbrennstoff betrieben werden und so die Rückstände seiner eigenen Produktion wiederverwerten. Theoretisch ist es so möglich, Material als Brennstoff zu verwenden, das derzeit als radioaktiver Abfall angesehen wird. Dies würde zur etwa 20- bis 50-mal effizienteren Nutzung von Kernbrennstoff beitragen. Die dafür nötige Technologie wird seit den 1970er Jahren entwickelt, wurde jedoch bis jetzt in nur wenigen kommerziellen Reaktoren umgesetzt.
Die einzigen Brutreaktoren in kommerziellem Betrieb sind heute der russische BN-600 und das Nachfolgemodell BN-800, beide im russischen Kernkraftwerk Belojarsk in Saretschny. Der BN-800 speist seit dem 10. Dezember 2015 Strom ins russische Netz ein und arbeitet seit dem 31. Oktober 2016 im kommerziellen Leistungsbetrieb.
Australien plant zurzeit (Stand 2015) den Bau von Brutreaktoren der Baureihe PRISM (General Electric und Hitachi) zur Wiederverwertung von radioaktivem Abfall.
Auch der Dual-Fluid-Reaktor könnte, wenn er realisiert werden sollte, alte Brennstäbe als Brennstoff verwenden.

### Transmutation
Es gibt Vorschläge, die langlebigen Nuklide aus hoch radioaktiven Abfällen in geeigneten Anlagen (spezielle Reaktoren, Spallations-Neutronenquellen) durch Neutronenbeschuss in kurzlebige Nuklide umzuwandeln, was die notwendige Dauer des Abschlusses von der Biosphäre erheblich verkürzen und evtl. sogar eine Wiederverwertung der entstehenden Materialien ermöglichen würde. Die entsprechenden Forschungen in der Transmutation sind jedoch noch in den Anfängen. Bisher wurde weltweit noch keine produktive Transmutationsanlage zur Beseitigung nuklearer Abfälle verwirklicht, lediglich im Rahmen von Forschungsprojekten wurden kleine Anlagen realisiert.

### Legale Entsorgung in Meergewässern
| Region   | Land                   | Zeitraum der Entsorgung | Menge (TBq) |
| -------- | ---------------------- | ----------------------- | ----------- |
| Atlantik | Belgien                | 1960–1982               | 2 120,0     |
| Atlantik | Frankreich             | 1967–1969               | 353,0       |
| Atlantik | Deutschland            | 1967                    | 0,2         |
| Atlantik | Italien                | 1969                    | 0,2         |
| Atlantik | Niederlande            | 1967–1982               | 336,0       |
| Atlantik | Schweden               | 1969                    | 3,2         |
| Atlantik | Schweiz                | 1969–1982               | 4 419,0     |
| Atlantik | Vereinigtes Königreich | 1949–1982               | 35 078,0    |
| Atlantik | Vereinigte Staaten     | 1949–1967               | 2 942,0     |
| Atlantik | Zwischensumme Atlantik |                         | 45 252,0    |
| Pazifik  | Japan                  | 1955–1969               | 15,0        |
| Pazifik  | Korea, Republik        | 1968–1972               | Unbekannt   |
| Pazifik  | Neuseeland             | 1954–1976               | 1,0         |
| Pazifik  | Russische Föderation   | 1992–1993               | 1,4         |
| Pazifik  | Sowjetunion (ehemalig) | 1966–1991               | 707,0       |
| Pazifik  | Vereinigte Staaten     | 1946–1976               | 554,0       |
| Pazifik  | Zwischensumme Pazifik  |                         | 1 278,0     |
| Arktis   | Sowjetunion (ehemalig) | 1960–1992               | 90 152,0    |
| Arktis   | Zwischensumme Arktis   |                         | 90 152,0    |
| Gesamt   | Gesamt                 |                         | 136 682,0   |

Die erste Meeresentsorgung radioaktiver Abfälle fand 1946 etwa 80 km vor der Küste Kaliforniens im Nordostpazifik statt. In den darauffolgenden 48 Jahren entsorgten 13 Länder radioaktive Abfälle mit einer Aktivität von insgesamt fast 140 Petabecquerel in den Weltmeeren. Diese Abfälle lassen sich in flüssige und feste schwach radioaktive Abfälle sowie Reaktordruckbehälter ohne oder mit beschädigtem Kernbrennstoff unterteilen. Etwa zwei Drittel der gesamten Radioaktivität stammen von sechs sowjetischen U-Boot-Reaktoren und der Abschirmung eines Atomeisbrecher-Reaktors, die mit beschädigtem Brennstoff in der arktischen Karasee entsorgt wurden. Das verbleibende Drittel wurde durch die Entsorgung verpackter, schwach radioaktiver Feststoffe im Nordostatlantik verursacht, hauptsächlich durch das Vereinigte Königreich und sieben weitere europäische Staaten. Von geringerer Bedeutung sind die Entsorgungen flüssiger und fester Abfälle in der Arktis und im Pazifik, die jeweils weniger als 1 % der weltweit entsorgten Radioaktivität ausmachen. Die Entsorgungen im Nordostatlantik begannen 1950 in kleinem Maßstab, stiegen dann stetig an und erreichten in den frühen 1980er Jahren mit 5 bis 7 PBq pro Jahr ihren Höhepunkt, bevor 1983 ein freiwilliges Moratorium für schwach radioaktive Abfälle eingeführt wurde. Die Arktis wurde als Entsorgungsgebiet von 1960 bis 1992 genutzt. Hochradioaktive Abfälle wurden vorwiegend vor Inkrafttreten der Londoner Konvention im Jahr 1975 versenkt, 1981 wurde allerdings ein U-Boot mit zwei Reaktoren samt Kernbrennstoff entsorgt. Der Pazifik wurde zwischen 1946 und 1993 zur Entsorgung verwendet. Während einige Länder nur sporadisch kleine Mengen ins Meer entsorgten, nutzten andere die Meeresentsorgung regelmäßig als Alternative zu landbasierten Methoden.
Die versenkten Abfallbehälter waren nicht darauf ausgelegt, die Radionuklide dauerhaft am Meeresboden einzuschließen. Man ging davon aus, dass die Behälter im Laufe der Zeit ihre Dichtheit verlieren, wodurch Radionuklide freigesetzt, großräumig verdünnt und über längere Zeiträume abgebaut werden, bevor sie in Kontakt mit der menschlichen Umwelt gelangen können. Die Aktivitätskonzentrationen infolge des Fallouts von Kernwaffentests sind im Nordostatlantik vielfach höher. Im November 1993 wurde das zuvor geltende Moratorium durch ein dauerhaftes und uneingeschränktes Verbot der Entsorgung radioaktiver Abfälle im Meer ersetzt, das im Februar 1994 in Kraft trat. Seitdem herrscht weltweit Einigkeit darüber, dass radioaktive Abfälle sicher an Land endgelagert werden müssen.
Die Einleitung von radioaktiv belastetem Wasser aus kerntechnischen Anlagen in Gewässer ist weltweit nach wie vor ein gängiges Verfahren. Das Wasser wird zuvor behandelt, sodass es nur geringe Mengen radioaktiver Isotope enthält, insbesondere Tritium, das nicht vollständig entfernt werden kann. Die Freisetzung von Tritium liegt meist weit unter den festgelegten Grenzwerten. Relevante Auswirkungen auf die Umwelt sind nicht bekannt.

### Lagerung unter freiem Himmel
Die offene Lagerung von radioaktivem Abfall unter freiem Himmel ist in Westeuropa in keinem Staat zugelassen. Die offene Lagerung von Behältern mit radioaktivem Abfall unter freiem Himmel ist wegen der unter Wetterbedingungen und Sonneneinstrahlung stärkeren Korrosion der Lagerbehälter problematisch. In Mitteleuropa ist die andauernde offene Lagerung von Behältern mit radioaktivem Abfall in keinem Land politisch erwünscht oder legal zulässig.
Als politischer Ausweg wird der Export von Behältern mit radioaktivem Abfall von verschiedenen Regierungen als legale Maßnahme gefördert. Eine Kontrolle der ausländischen Lagerorte erfolgt in der Regel nicht. Die Lagerung wird von lokalen Sicherheitsbeamten in den Empfängerländern wegen mangelnder Bildung und vorrangigem wirtschaftlichen Partikularinteresse unkritisch kommentiert.
Hypothetische Szenarien eines Flugzeugabsturzes, Brandes oder eines ähnlichen Unfalles in der Nähe der Container sind mangels Vorbereitung weder durch Vorsorgemaßnahmen noch durch Sofortmaßnahmen zu beherrschen. Zuletzt aufgetretene Waldbrände in der Nähe von Lagerorten zeigen die Gefährdung der Atmosphäre durch Brände und Austrag der Asche mit dem Wind.
Im Oktober 2009 wurde durch die Berichterstattung um den Film Albtraum Atommüll öffentlich bekannt, dass Frankreich seit den 1990er Jahren heimlich einen nicht unerheblichen Teil seines Atommülls nach Sibirien transportiert. In der Stadt Sewersk, in der mehr als 100.000 Menschen leben, lagern knapp 13 % des französischen radioaktiven Abfalls in Containern unter freiem Himmel auf einem Parkplatz. Zudem wurde öffentlich, dass Deutschland sogar in noch größerem Maße radioaktiven Abfall nach Russland exportiert. Es handelt sich hierbei um abgereichertes Uran in Form von Uranhexafluorid, welches weiterverarbeitet werden soll. Eine Lagerung unter freiem Himmel ist in vielen Ländern üblich, die Radioaktivität dieses Abfalls liegt unterhalb von Natururan.
Die kirgisische Stadt Mailuussuu ist umgeben von 36 nicht gesicherten Lagern von Uranabfällen und zählt zu den zehn am schlimmsten verseuchten Gegenden der Erde. Seit mindestens 2009 droht der Abrutsch von 180.000 Kubikmetern Uranschlamm in einen Fluss, wodurch das Trinkwasser in Kirgisistan und Usbekistan radioaktiv verseucht würde.

### Illegale Entsorgung
Im September 2009 wurde 28 Kilometer vor der Küste Süditaliens das Wrack eines 110 Meter langen Frachters mit 120 Behältern Atommüll an Bord entdeckt. Damit wurde der seit Jahrzehnten bestehende Verdacht bestätigt, dass die italienische Mafia Giftmüll im Mittelmeer entsorgt. Mindestens 32 Schiffe mit Gift- und Atommüll sollen auf diese Weise in der Adria, dem Tyrrhenischen Meer und vor den Küsten Afrikas versenkt worden sein. Die Herkunft des radioaktiven Materials ist bislang nicht geklärt. Es soll nicht nur die ’Ndrangheta beteiligt gewesen sein, sondern auch der Geheimdienst und die Politik – manche der damaligen Ermittler dürfen „aus institutionellen Gründen“ nicht über die Vorfälle sprechen. Es gibt ungeklärte Todesfälle, die mit diesen Fällen in Zusammenhang gebracht werden. Auch chemischer Giftmüll ist offenbar so entsorgt worden.
Nach Aussagen eines Mafia-Kronzeugen sollen Millionen Tonnen hochgiftiger Müll rund um Neapel vergraben worden sein, darunter auch nuklearer Müll und Atommüll aus Deutschland, der hochradioaktive Gammastrahler enthält. Ärzte beklagen in dieser Gegend steigende Krebsraten, auch viele krebskranke Kinder. Die Polizei beschlagnahmte kontaminiertes Gemüse.
In der Ostsee wurden zwischen 1991 und 1994 radioaktive und chemische Altwaffen aus sowjetischen Beständen illegal versenkt.

### Waffenproduktion
Als Abfallprodukt bei der Anreicherung von Uran für die Energieerzeugung oder Waffenproduktion fällt abgereichertes Uran an. Dieses wird zum Teil genutzt, um damit Uranmunition zu produzieren. Neben dem militärisch erwünschten zerstörenden Effekt entfaltet diese Munition sowohl wegen der Radioaktivität als auch wegen der chemischen Giftigkeit des Urans eine schädliche Wirkung auf den menschlichen Organismus. Uranmunition wurde in mehreren Konflikten eingesetzt, unter anderem im Zweiten Golfkrieg, den Jugoslawien-Kriegen und dem Irakkrieg 2003, wobei tausende Tonnen Munition verschossen wurden. Internationale Studien kamen zu dem Ergebnis, dass der Einsatz von abgereichertem Uran in betroffenen Gebieten meist keine signifikante Umweltbelastung darstellt; nur in unmittelbarer Nähe von Einschlagstellen könnten erhöhte Kontaminationswerte auftreten. Die gesundheitlichen Folgen, insbesondere ein Zusammenhang mit Krebs oder dem Golfkriegssyndrom, sind umstritten, da epidemiologische Daten fehlen und andere Risikofaktoren Krankheiten beeinflussen können.
Beispielsweise wurden während eines dreiwöchigen Einsatzes im Irakkrieg 2003 von der Koalition der Willigen zwischen 1000 und 2000 Tonnen abgereichertes Uran eingesetzt.

### Entsorgung ohne genauen Nachweis
Im Dezember 2009 wurde der Öffentlichkeit durch Recherchen des WDR-Hörfunks bekannt, dass bei der Erdöl- und Erdgasförderung weltweit jährlich Millionen Tonnen radioaktiver Rückstände anfallen, die größtenteils ohne Nachweis und unsachgemäß (nämlich wie nicht-radioaktiver Abfall) entsorgt werden.
Im Rahmen der Förderung an die Erdoberfläche gepumpte Schlämme und Abwässer enthalten TENORM-Stoffe (Technologically enhanced naturally occurring radioactive material), u. a. das hochgiftige und langlebige Radium 226 sowie Polonium 210.
Die spezifische Aktivität der Abfälle beträgt zwischen 0,1 und 15.000 Becquerel (Bq) pro Gramm. In Deutschland, wo etwa 1000 bis 2000 Tonnen Trockenmasse im Jahr anfallen, ist das Material laut der dortigen Strahlenschutzverordnung von 2011 bereits ab 1 Bq pro Gramm überwachungsbedürftig und müsste gesondert entsorgt werden. Die Umsetzung dieser Verordnung wurde der Eigenverantwortung der Industrie überlassen; diese beseitigte die Abfälle über Jahrzehnte hinweg sorglos und unsachgemäß. Es sind Fälle dokumentiert, in welchen Abfälle mit durchschnittlich 40 Bq/g ohne jede Kennzeichnung auf einem Betriebsgelände gelagert wurden und auch nicht für den Transport gekennzeichnet werden sollten.
In Ländern mit größeren geförderten Mengen von Öl oder Gas entstehen deutlich mehr Abfälle als in Deutschland; in keinem Land existiert eine unabhängige, kontinuierliche und lückenlose Erfassung und Überwachung der kontaminierten Rückstände aus der Öl- und Gasproduktion. Die Industrie geht mit dem Material unterschiedlich um: In Kasachstan sind weite Landstriche durch diese Abfälle verseucht, in Großbritannien werden die radioaktiven Rückstände in die Nordsee geleitet.
In den Vereinigten Staaten gibt es in fast allen Bundesstaaten aufgrund der radioaktiven Altlasten aus der Erdölförderung zunehmend Probleme. In Martha, einer Gemeinde in Kentucky, hat das Unternehmen Ashland Inc. tausende kontaminierte Förderrohre an Farmer, Kindergärten und Schulen verkauft, ihnen die Kontamination aber verschwiegen. Es wurden bis zu 11 µSv pro Stunde gemessen. Die Grundschule und einige Wohnhäuser wurden nach Entdeckung der Strahlung geräumt.
In der japanischen Präfektur Fukushima wurde nach der Nuklearkatastrophe dort der radioaktive Müll zum Teil auf Kinderspielplätzen und in Vorgärten vergraben, ebenso in Wälder und Bäche geworfen.

## Verworfene Entsorgungskonzepte

### Lagerung in den Polarregionen
Wissenschaftler erwogen auch die Möglichkeit, radioaktiven Abfall im Polareis zu lagern. Die Vorteile dieser Methode liegen in der geringen Bevölkerungsdichte in den Polarregionen sowie in der Stabilität und enormen Dicke des Eises, die mehrere Kilometer beträgt. Allerdings gibt es Bedenken hinsichtlich der Unsicherheit bei der Entsorgung und Rückholung des Abfalls. Zudem könnten zukünftige Klimaveränderungen die Stabilität und Ausdehnung des Eises beeinträchtigen, was zur Freisetzung des Abfalls in die Umwelt führen könnte, falls das Eis schmilzt. Diese Option wäre zudem äußerst kostspielig, da die entlegenen und unwirtlichen Bedingungen zusätzliche Herausforderungen darstellen. Darüber hinaus verbietet der Antarktisvertrag von 1959 die Entsorgung radioaktiver Abfälle auf dem antarktischen Kontinent.

### Entsorgung im Weltraum
Weiter gibt es Vorschläge, die atomaren Abfälle im Weltraum zu entsorgen. Neben der Lagerung in Asteroiden und auf anderen Planeten gibt es auch Überlegungen, den Müll direkt in die Sonne zu schießen. Gelänge dies, wäre der Atommüll tatsächlich wirksam von der Biosphäre isoliert. Dem stehen allerdings die beim gegenwärtigen Stand der Technik immensen Kosten der raketenbasierten Raumfahrt entgegen, die schon allein für das Erreichen der Erdumlaufbahn anfallen würden. Beispielsweise betragen mit einer Proton-Rakete die Kosten etwa 4000 Euro für ein Kilogramm Nutzlast, in eine für die Entsorgung gänzlich ungeeignete erdnahe Umlaufbahn (LEO).
Um die jährlich anfallende Menge von 12.000 Tonnen hochradioaktiven Abfalls ins Weltall zu befördern, müssten jedes Jahr 2000 Raketen starten, etwa sechs pro Tag. Die etwa 300.000 Tonnen, die bis heute schon weltweit angefallen sind, müssten zusätzlich entsorgt werden. Anderen Überlegungen zufolge ließe sich diese Müllmenge jedoch deutlich reduzieren, wenn man die abgebrannten Brennelemente im PUREX-Prozess auf höchstradioaktiven Restmüll konzentrieren würde (auf ca. 1/20), womit eine ökonomische Umsetzbarkeit realistischer wäre.
Weiterhin bestünde ein enormes Risiko, da viele Starts jährlich erfolgen müssten und bei einem Fehlstart, der bei allen existierenden Trägersystemen mit einer Wahrscheinlichkeit > 1 % auftritt, mit einer Freisetzung der radioaktiven Fracht auf der Erde oder durch Verglühen in der Atmosphäre zu rechnen wäre. Folge wäre eine großflächige Kontamination. Eine notwendige sichere Verpackung der Fracht – wie sie z. B. bei den für Raumsonden verwendeten Radionuklidbatterien verwendet wird – wäre zwar in der Lage, einen Fehlstart mit hoher Wahrscheinlichkeit ohne Leckage zu überstehen, würde allerdings die zu befördernde Masse vervielfachen und die Entsorgungskosten vollends utopisch machen. Es gibt auch Vorschläge, die Raketen mit jeweils einer Rettungsrakete auszustatten, allerdings würde dies das Gewicht ebenfalls merklich steigern.
Als Alternative zu einem Transport mit der problematischen und teuren Raketentechnik werden auch ballistische und bodengestützte Antriebsmethoden diskutiert. Vorteile wären deutlich reduzierte Kosten über einen höheren Nutzlast-Anteil und auch ein geringeres Unfallrisiko, u. a. da kein hochexplosiver Raketentreibstoff mitgeführt würde. Jedoch existiert noch keine vollständige technische Lösung, infrage kommende Technologieprototypen von Leichtgaskanonen oder Railguns erreichen nur einen Teil der Fluchtgeschwindigkeit, die zum Überwinden des Erdgravitationsfeldes notwendig wäre (siehe auch HARP- und SHARP-Projekte).
Obwohl weiter an Verbesserungen und neuen Antriebstechnologien gearbeitet wird, z. B. das „Advanced Propulsion Concepts“ vom JPL, Lightcrafts oder der Weltraumlift, welche die Transportkosten merklich verringern sollen, sind diese in der Entwicklung befindlichen Ansätze noch nicht in Reichweite einer technischen oder wirtschaftlichen Umsetzbarkeit.
Weiterhin steht der Abschnitt A, Artikel IX des Weltraumvertrags (Zitat Abs. A, Art. IX, Satz 2: States Parties to the Treaty shall pursue studies of outer space, including the Moon and other celestial bodies, and conduct exploration of them so as to avoid their harmful contamination […]) einer Entsorgung gefährlicher Stoffe im Weltraum entgegen. Zudem lässt sich aus den Principles Relevant to the Use of Nuclear Power Sources in Outer Space ebenfalls ableiten, dass eine Verbringung radioaktiver Materialien in den Weltraum unerwünscht ist.
Die sowjetischen RORSAT-Satelliten trugen mit Uran-235 betriebene Kernreaktoren. Normalerweise wurden die Reaktorkerne am Ende ihrer Lebenszeit auf eine hohe Umlaufbahn (eine sogenannte „Beseitigungsbahn“) geschossen. Wenn keine weiteren Maßnahmen ergriffen werden, kehren die hochradioaktiven Objekte nach einigen hundert Jahren (dann radioaktiv deutlich abgeklungen, wie geplant) wieder in die Erdatmosphäre zurück.

## Gefahren durch radioaktiven Abfall
Kritiker der Kernenergie argumentieren, dass die langfristige Sicherheit bei der Entsorgung radioaktiver Abfälle nicht garantiert werden könne. Es sei unrealistisch, die Leistungsfähigkeit eines technischen Systems für Zeiträume jenseits der menschlichen Zivilisation zu demonstrieren, da langfristige Vorhersagen grundsätzlich mit Unsicherheiten behaftet sind. Obwohl keine absolute Sicherheit garantiert werden kann, gelten katastrophale Ereignisse bei der Einlagerung von nuklearem Abfall in tiefe geologische Formationen dennoch als sehr unwahrscheinlich. Ein sehr vereinfachter Ansatz zur Bewertung der Sicherheit wurde von Bernard Cohen vorgeschlagen. Dieser Ansatz soll die Folgen eines Versagens bei der Entsorgung hochradioaktiven Abfalls (HLW) verdeutlichen und geht davon aus, dass sich vergrabener HLW wie durchschnittliches natürliches Gestein verhält und sich im Laufe der Jahrtausende in Grundwasser auflöst. Es wird weiter angenommen, dass das kontaminierte Grundwasser durch das Trinken aus kontaminierten Brunnen und Flüssen, die Aufnahme von pflanzlichen Lebensmitteln, die damit bewässert wurden, und den Verzehr von Fischen aus kontaminierten Flüssen aufgenommen wird. Diese Analyse führt Cohen zu einer Schätzung von bis zu 0,02 Todesfällen infolge von HLW, die bei der Produktion von einem Gigawattjahr elektrischer Energie mit Kernkraft anfallen. Dies entspricht etwa 0,0023 Todesfällen pro Terawattstunde. S. 817 f. 
Drei Studien in den USA aus den Jahren 1977, 1987 und 2000 untersuchten das Strahlungsrisiko für die Öffentlichkeit bei hypothetischen Unfällen während des Transports von abgebrannten Brennelementen. Die pessimistischste Schätzung stammt aus der Studie der Nuclear Regulatory Commission von 1977, die eine maximale Kollektivdosis in der Größenordnung von 100 Mikrosievert für die Gesamtbevölkerung annimmt. Die umfassendste und fundierteste Untersuchung für Transporte mit LKW oder Zug wurde schließlich im Jahr 2000 von den Sandia National Laboratories durchgeführt. Die Ergebnisse dieser Studie zeigten die niedrigsten Dosiswerte, mit einer maximalen Kollektivdosis von 0,094 Mikrosievert. S. 329 ff.
In der Nordsee wurde Anfang der 1970er Jahre ein Anstieg der Aktivitätskonzentration von 137Cs nachgewiesen. Messungen haben gezeigt, dass auch die Wiederaufarbeitungsanlage im englischen Sellafield für diese Kontamination verantwortlich war. In den 1980er Jahren nahmen die Einleitungen ab, so dass diese Reduzierung auch in der Nordsee messbar wurde. Mit der Ernte von Blasentang in der Irischen See, der zu Nahrungs-, Futter- und Düngemittel verarbeitet wurde, gelangte radioaktiv belastetes Material in die Nahrungskette. Nach Untersuchungen des Öko-Instituts sind die aufgenommenen Dosen über diesen Pfad allerdings relativ gering. Nach dieser Studie lagen die effektiven Dosen für den Abwasserpfad dieser Anlage bei 7,9 mSv/a (Millisievert pro Jahr) für den Erwachsenen und 7,7 mSv/a für das Kleinkind, während vergleichbare Werte für La Hague bei 2,3 bzw. 0,83 mSv/a lagen. Deutsche Grenzwerte der Strahlenschutzverordnung wären damit für Sellafield überschritten.

## Unfälle mit radioaktivem Abfall
Eine Reihe von Vorfällen ereignete sich, als radioaktives Material nicht korrekt entsorgt wurde – beispielsweise auf einem Schrottplatz, von wo es zum Teil sogar gestohlen wurde – oder die Abschirmung während des Transportes defekt war.
In der Sowjetunion wurde Abfall aus der Kerntechnischen Anlage Majak, der im Karatschai-See entsorgt wurde, während eines Sturms in der Umgebung verteilt, nachdem der See teilweise ausgetrocknet war.
In einer Entsorgungsfabrik für schwach-radioaktive Materialien in Maxey Flat, Kentucky, sind Entsorgungsgruben, die nur mit Erde anstelle von Stahl oder Zement bedeckt waren, durch starken Regen eingestürzt und füllten sich mit Wasser. Das eingedrungene Wasser wurde kontaminiert und musste in der Entsorgungsfabrik selbst behandelt werden.
Der Uranbrennstoff für Fermis Chicago Pile-1 wurde aus Uranerz durch die Firma G. Mallinckrodt & Co in St. Louis hergestellt. Der dabei entstandene radioaktive Abfall lagert, mehr oder weniger geheim gehalten, auf einer dortigen Deponie. Bei starken Regenfällen wurde radioaktives Material in den benachbarten Bach Coldwater Creek gespült. Es gibt bis heute Proteste von Anwohnern gegen diese von dem Entsorgungsunternehmen Republic Services betriebene Deponie, da in der Umgebung eine erhöhte Krebsrate zu verzeichnen ist.
In anderen Vorfällen mit radioaktivem Abfall sind Seen oder Teiche mit Atommüll während außergewöhnlich starker Stürme überflutet worden. Radioaktives Material gelangte dabei in Flüsse. Dies passierte beispielsweise in Italien, wobei auch als Trinkwasser geeignetes Wasser belastet wurde. In Frankreich ereignete sich im Sommer 2008 eine Reihe von Vorfällen, einer davon in der Nuklearanlage Tricastin, wo während einer Entleerungsaktion Flüssigkeit mit unbehandeltem Uran aus einem defekten Tank floss und dabei ungefähr 75 kg des radioaktiven Materials zunächst in den Boden sickerten und von dort in zwei nahegelegene Flüsse. In einem anderen Fall wurden 100 Mitarbeiter kleinen Dosen von Strahlung ausgesetzt. Der Tag dieses Ereignisses fiel in einen 15-tägigen Zeitraum, in welchem bei vier Fehlfunktionen in vier verschiedenen französischen Kernkraftwerken insgesamt 126 Arbeiter verstrahlt wurden.
Die Plünderung von altem, mangelhaft bewachtem radioaktivem Material war die Ursache für mehrere andere Vorfälle, bei denen Menschen gefährlicher Strahlung ausgesetzt wurden. Diese ereigneten sich meist in Entwicklungsländern, die weniger Vorschriften für den Umgang mit gefährlichen Stoffen haben, weniger generelle Aufklärung über Radioaktivität und deren Gefahren betreiben und zudem einen Markt für Metallschrott und geplünderte Güter besitzen. Sowohl die Plünderer selbst als auch die Käufer des Materials sind sich meist nicht bewusst, dass das Material radioaktiv ist, zumal es auch oft wegen seines ästhetischen Wertes ausgewählt wird. Unverantwortlichkeit auf der Seite der ursprünglichen Besitzer des radioaktiven Materials – üblicherweise Krankenhäuser, Universitäten oder das Militär – sowie das Fehlen oder die nicht konsequente Umsetzung von Vorschriften zum Umgang mit Atommüll sind maßgebliche Faktoren, die zu derartigen Unfällen führen. Beispiele für solche Vorfälle sind der Goiânia-Unfall und der Nuklearunfall von Samut Prakan.
In den Nachfolgestaaten der UdSSR wurden zur Stromerzeugung in abgelegenen Gebieten seit 1976 1000–1500 Radioisotopengeneratoren (RTGs) hergestellt, in welchen oft große Mengen (bis zu über 100 kg) radioaktiven Materials, meist 90Sr, eingesetzt wurden. Alle diese Geräte haben mittlerweile ihre Lebensdauer überschritten. Aufgrund der schleppenden Demontage und Entsorgung durch die zuständigen Behörden sowie der meist unzureichenden Sicherung dieser Anlagen kam es mindestens bis 2006 zu Freisetzungen strahlenden Materials durch Korrosion und insbesondere durch Metall-Diebstähle.
Auch aus Georgien wurde berichtet, dass Holzfäller in Wäldern die zurückgelassenen Bestandteile der Isotopenbatterien ehemaliger mobiler militärischer Funkanlagen fanden. In Georgien wird von der IAEA und der georgischen Regierung aktiv nach sogenannten Orphan-Strahlern („herrenlose Strahler“) gesucht, da es bereits zu schwerwiegenden Verletzungen kam. Neben den 90Sr enthaltenden RTGs sind das vor allem 137Cs-Quellen aus militärischer und landwirtschaftlicher Nutzung.
Mit den atomgetriebenen RORSAT-Satelliten passierten diverse Unfälle, bei denen mehrere Reaktorkerne zurück auf die Erde fielen und beispielsweise im Falle Kosmos 954 eine Fläche von 124.000 Quadratkilometern der kanadischen Nordwest-Territorien mit Atommüll kontaminiert wurde.
Transportunfälle mit ausgedienten Brennstäben von Kernkraftwerken haben aufgrund der Stärke der Transportbehälter bis jetzt noch nie zu radioaktiver Belastung von Menschen oder Umgebung geführt.

## Radioaktive Abfälle in Deutschland

### Situation
Für die Entsorgung schwach- und mittelradioaktiver Abfälle wird in Deutschland das Bergwerk Schacht Konrad umgebaut. Diese Abfälle stellen 90 % des Gesamtvolumens dar, jedoch nur 1 % der Radioaktivität.
Obwohl seit Jahrzehnten technische Verfahren zur Konditionierung und Endlagerung erprobt werden, ist die Entsorgung für hochradioaktive Abfälle ungelöst. Insbesondere mittel- und hochradioaktive Abfälle stellen große Herausforderungen an die Entsorgung dar. Aufgrund der langen Halbwertszeiten vieler radioaktiver Substanzen fordert die deutsche Gesetzgebung gemäß § 23 Abs. 4 StandAG eine sichere Lagerung über 1 Million Jahre. Die Halbwertzeit von Plutonium-239 beträgt 24.000 Jahre.
In Deutschland wird das Konzept der Endlagerung in tiefen geologischen Formationen favorisiert. Eines der Hauptargumente, mit dem Atomkraftgegner schon seit Jahren den Ausstieg aus der Atomtechnologie fordern, ist die nicht gesicherte Entsorgung der radioaktiven Abfälle. Auch Atommülltransporte geben immer wieder Anlass zu Demonstrationen für einen Atomausstieg. In Europa warten 8000 m³ HLW (high level waste, hochradioaktiver Abfall) in Zwischenlagern auf die Endlagerung, jährlich werden es 280 m³ mehr.

### Rechtslage
Mit dem „Gesetz zur Neuordnung der Verantwortung in der kerntechnischen Entsorgung“, welches Mitte 2017 in Kraft trat, wurden mehrere Gesetze beschlossen, die die Stilllegung und den Rückbau der kerntechnischen Anlagen in Deutschland regeln.
In Folge des „Gesetz zur Errichtung eines Fonds zur Finanzierung der kerntechnischen Entsorgung“ (Entsorgungsfondsgesetz) entsteht eine rechtsfähige Stiftung des öffentlichen Rechts mit der Bezeichnung „Fonds zur Finanzierung der kerntechnischen Entsorgung“ mit dem Zweck, die Finanzierung aller anfallenden Kosten, zur sicheren Entsorgung der radioaktiven Abfälle aus der Kernenergie zu sichern.
Das „Gesetz zur Regelung des Übergangs der Finanzierungs- und Handlungspflichten für die Entsorgung radioaktiver Abfälle der Betreiber von Kernkraftwerken“ (Entsorgungsübergangsgesetz) regelt die Übergabe der Finanzierungs- und Handlungspflichten der Betreiber von Kernkraftwerken.
Im „Gesetz zur Transparenz über die Kosten der Stilllegung und des Rückbaus der Kernkraftwerke sowie der Verpackung radioaktiver Abfälle (Transparenzgesetz)“ wird eine Auskunftspflicht der Betreiber gegenüber dem Bundesamt für Wirtschaft und Ausfuhrkontrolle über verschiedene Aspekte des Rückbaus der eigenen Anlagen geschaffen.
Das letzte eingefügte Gesetz, das „Gesetz zur Nachhaftung für Abbau- und Entsorgungskosten im Kernenergiebereich (Nachhaftungsgesetz)“, regelt die Haftung herrschender Unternehmen der jeweils anspruchsberechtigten Körperschaft neben dem Betreiber, wenn dieser seine öffentlich-rechtlichen Zahlungsverpflichtungen nicht erfüllt.

### Kosten
Gemäß § 21 des deutschen Atomgesetzes ist der Verursacher von radioaktiven Abfällen verpflichtet, die Kosten für die Erkundung, Errichtung, sowie den Unterhalt von Anlagen zur geordneten Beseitigung des Abfalls zu tragen. Zu diesem Zweck haben die Energieversorgungsunternehmen Rücklagen zu bilden, deren Höhe sich Ende 2009 auf etwa 28 Milliarden Euro und Ende 2013 auf etwa 32,5 Milliarden Euro belief. Zur Bildung einer ausreichenden Rücklage wird vorausgesetzt, dass die Anlagen, insbesondere Kernkraftwerke, für die geplante Lebensdauer ausgenutzt werden können. Bei vorzeitiger Stilllegung kann dies unter Umständen nicht gewährleistet werden.
Kritiker bemängeln, dass dieses Verursacherprinzip im Zusammenhang mit der Schließung der Schachtanlage Asse zum Teil ausgehebelt werde. Der Großteil der auf über 2 Milliarden Euro geschätzten Kosten wird vom Bund getragen, da 95 % der eingelagerten Aktivität unmittelbar aus öffentlichen Einrichtungen, v. a. der Wiederaufarbeitungsanlage Karlsruhe (WAK) stammt. Mittelbar kann der von der WAK verursachte Abfall allerdings auf Experimente mit verbrauchten Brennelementen aus kommerziellen Kraftwerken zurückgeführt werden, so dass Interpretationsspielraum bei der Verursacherfrage besteht. Um die Versorgungsunternehmen dennoch an den Kosten zu beteiligen, wurde 2011 die Kernbrennstoffsteuer eingeführt, die jährliche Einnahmen von 2,3 Milliarden Euro generieren soll. Bis Ende 2013 haben die deutschen Energieunternehmen etwa 4 Milliarden Euro Brennelementesteuer gezahlt, die aber mittlerweile aufgrund eines Gerichtsurteiles zurückgezahlt werden mussten. Nach einem Gutachten im Auftrag des Bundesministeriums für Wirtschaft und Energie (2014) besteht die Gefahr, dass die finanzielle Vorsorge der Kraftwerksbetreiber für den Rückbau der Atomkraftwerke und die Atommüllentsorgung nicht ausreicht und der Staat die Kosten übernehmen muss.
Des Weiteren hat der Bund die Kosten für den Rückbau und die Entsorgung radioaktiver Abfälle der DDR zu tragen. Dies betrifft insbesondere das Endlager Morsleben sowie einen Teil des Inventars des Zwischenlagers Lubmin. Insgesamt belaufen sich die vom Bundesministerium für Bildung und Forschung zu tragenden Kosten auf schätzungsweise 3,2 Milliarden Euro für den Zeitraum von 2011 bis 2035.
Für das KKW Greifswald sind Stand 2022 bislang 6,5 Milliarden Euro für den noch andauernden Rückbau angefallen. Bei einer erzeugten Strommenge von 134 TWh kostet alleine dieser Rückbau bislang ca. 4,8 Cent pro dort erzeugter kWh.
Ein weiterer Streitpunkt sind die öffentlichen Ausgaben für die Sicherung von Atommülltransporten, welche in der Vergangenheit bis zu 25–50 Millionen Euro betrugen. Dabei ist jedoch zu berücksichtigen, dass Schutz gegen Störungen rechtmäßiger Aktivitäten eine staatliche Aufgabe ist, deren Kosten nicht dem Betreiber oder Veranstalter dieser Aktivitäten zuzurechnen sind, wie auch am Beispiel von politischen Demonstrationen o. ä. Veranstaltungen deutlich wird.
Bis zum Ende der Wiederaufbereitung deutschen Atommülls im Jahr 2005 hatten die Versorgungsunternehmen Gebühren an die britischen und französischen Wiederaufbereitungsanlagen zu entrichten. British Nuclear Fuels und Cogema verlangten im Jahr 2000 bei Abschluss von Wiederaufarbeitungs-Verträgen mit deutschen Stromkonzernen umgerechnet zwischen 850 und 900 Dollar je Kilogramm Strahlenabfall.

### Glossar
- IAEA: Radioactive Waste Management Glossary. IAEA, Vienna 2003 (englisch, iaea.org).

### Fachartikel
- F Decamps, L Dujacquier: Overview of European practices and facilities for waste management and disposal. In: Nuclear Engineering and Design. Band 176, Nr. 1–2, November 1997, S. 1–7, doi:10.1016/S0029-5493(96)01335-0 (englisch).
- W. E. Lee, R. W. Grimes: Nuclear waste: a UK perspective. In: Energy Materials. Band 1, Nr. 1, März 2006, S. 22–24, doi:10.1179/174892306X101125 (englisch).
- Audeen W. Fentiman: Radioactive Waste Management: Storage, Transport, Disposal. In: Robert A. Meyers (Hrsg.): Encyclopedia of Sustainability Science and Technology. Springer New York, New York, NY 2012, ISBN 978-0-387-89469-0, S. 8588–8597, doi:10.1007/978-1-4419-0851-3_29 (englisch).
- Gerold Spykman: Dry storage of spent nuclear fuel and high active waste in Germany—Current situation and technical aspects on inventories integrity for a prolonged storage time. In: Nuclear Engineering and Technology. Band 50, Nr. 2, März 2018, S. 313–317, doi:10.1016/j.net.2018.01.009 (englisch).

### Fachbücher
- C. A. Mawson: Management of Radioactive Wastes. D. Van Nostrand Company, New York 1965 (englisch, archive.org).
- Samuel Glasstone, Walter H. Jordan: Nuclear Power and Its Environmental Effects. American Nuclear Society, La Grange Park, IL 1980, ISBN 0-89448-024-3 (englisch, archive.org). (Klassiker)
- National Academy of Sciences: End Points for Spent Nuclear Fuel and High-Level Radioactive Waste in Russia and the United States. National Academies Press, Washington, D.C. 2003, ISBN 0-309-08724-4, doi:10.17226/10667 (englisch).
- Michael I. Ojovan, William E. Lee: An Introduction to Nuclear Waste Immobilisation. Elsevier, 2014, ISBN 978-0-08-099392-8, doi:10.1016/C2012-0-03562-4 (englisch).
- Nuclear Energy Agency: Storage of Radioactive Waste and Spent Fuel. OECD Publishing, Paris 2020 (englisch, oecd-nea.org [PDF]).
- Man-Sung Yim: Nuclear Waste Management: Science, Technology, and Policy (= Lecture Notes in Energy. Band 83). Springer Netherlands, Dordrecht 2022, ISBN 978-94-024-2104-0, doi:10.1007/978-94-024-2106-4 (englisch).
- Manuel García-León: Detecting Environmental Radioactivity (= Graduate Texts in Physics). Springer International Publishing, Cham 2022, ISBN 978-3-03109969-4, doi:10.1007/978-3-031-09970-0 (englisch).
- IAEA (Hrsg.): Radioactive Waste Management. IAEA, Vienna 2023, ISBN 978-92-0-155323-2 (englisch, iaea.org).

### Sachbücher und Andere
- Die Atomenergie kritische Zeitschrift Atommüll (1976–1977)[90]
- Mason Willrich, Richard K. Lester: Radioactive Waste: Management and Regulation. Free Press (Collier Macmillan), London 1977 (englisch, archive.org).
- Jörg Hadermann, Hans Issler, Auguste Zurkinden: Die nukleare Entsorgung in der Schweiz 1945 - 2006 (= NZZ Libro). Verlag Neue Zürcher Zeitung, Zürich 2014, ISBN 978-3-03823-890-4.

## Filmdokumentationen
- Éric Guéret, Laure Noualhat, 2009: Albtraum Atommüll (Déchets, le cauchemar du nucléaire). 98 min. Edition arte.[91]
- Peter Indergand, 2013: Die Reise zum sichersten Ort der Erde[92]